# Benzvalen
Benzvalen je uhlovodík, jeden z izomerů benzenu, poprvé připravený v roce 1967 fotolýzou benzenu; v roce 1971 byl tento postup vylepšen.
Příprava z roku 1971 spočívá v reakci cyklopentadienu s methyllithiem v dimethyletheru a následně s dichlormethanem a methyllithiem v diethyletheru při −45 °C. Dá se také, s nízkou výtěžností, (společně s fulvenem a Dewarovým benzenem) získat působením záření o vlnové délce 237 až 254 nm na benzen.
Velké kruhové napětí (přibližně o 300 kJ/mol vyšší energie než u benzenu) způsobuje, že tato látka snadno vybuchuje.
Benzvalen se přeměňuje na benzen, s poločasem okolo 10 dnů. Tato izomerizace je symetrií zakázaná a pravděpodobně probíhá přes diradikálový meziprodukt.

## Polybenzvalen
Benzvalen lze polymerizovat za využití metateze s otevíráním kruhu na polybenzvalen, který obsahuje bicyklobutanové kruhy, jež také vykazují vysoké kruhové napětí a činí výslednou látku citlivou. Kruhy je možné izomerizovat na 1,3-dieny, díky čemuž byl polybenzvalen zkoumán jako možný prekurzor polyacetylenu.